# Алексанкин, Яков Васильевич
Яков Васильевич Алексанкин (15 июня 1923 год, село Петрашково — 1991 год, посёлок Снов, Несвижский район, Минская область) —председатель колхоза имени Калинина Несвижского района Минской области, Белорусская ССР. Герой Социалистического Труда (1984).

## Биография
Родился в 1923 году в крестьянской семье в селе Петрашково. Окончил Московскую военно-ветеринарную академию. Участвовал в Великой Отечественной войне в составе 11-й гвардейской армии. После демобилизации в 1947 году возвратился в Белоруссию. Работал заведующим ветеринарных участков в Клецком районе.
В 1951 году избран председателем колхоза имени Калинина Несвижского района, созданного на основе шести мелких хозяйств. Через три года вывел колхоз в число передовых сельскохозяйственных предприятий Несвижского района. Если в первый год колхоз сдал государству в среднем по 6,5 центнеров зерновых с каждого гектара, молока — 816 килограмм от каждой фуражной коровы, то в 1954 году предприятие, выращивая лён, получило доход в два с половиной миллионов рублей.
Указом Президиума Верховного Совета СССР от 6 июня 1984 года за достижение выдающихся показателей и трудовой героизм, проявленный в выполнении планов и социалистических обязательств по увеличению производства и продажи государству зерна и других продуктов земледелия в 1983 году удостоен звания Героя Социалистического Труда с вручением ордена Ленина и золотой медали «Серп и Молот».
Защитил диссертацию на соискание научной степени кандидата экономических наук. Возглавлял колхоз имени Калинина до выхода на пенсию в 1988 году.
Скончался в 1991 году.
Память
Его именем названа одна из улиц в посёлке Снов.

## Сочинения
- Строительство и благоустройство колхозного села, 1957
- Обновленная деревня: о колхозе им. Калинина Несвижского района Минской области,1959
- Организационно-хозяйственное укрепление колхозов и повышение материального благосостояния колхозников. (На примере колхозов Несвижского района БССР), 1969
- Центр трудовой подготовки учащихся: [опыт Сновского межшкольного учебно-производственного комбината колхоза им. Калинина Несвижского района] / Я. В. Алексанкин, Л. Р. Буян; [литературная запись Т. А. Александровой]
- Сочетание отраслей в животноводстве: [о колхозе им. Калинина Несвижского района Минской области] / Я. В. Алексанкин, С. А. Байгот, А.-К. К. Литвяк, Минск, 1986

## Награды
- Орден Ленина — дважды
- Орден Красной Звезды (1945)
- Орден Октябрьской Революции
- Орден Трудового Красного Знамени
- Орден Отечественной войны 1 степени
- Заслуженный ветеринарный врач Белорусской ССР (07.10.1967).
- Почётный гражданин города Несвижа (2002)